# Ufficio federale di polizia svizzero
L'Ufficio federale di Polizia (Tedesco: Bundesamt für Polizei, Francese: Office fédéral de la police, Romancio: Uffizi federal da polizia, abbreviato FedPol) è il corpo di polizia federale svizzero.
È dipendente dal Dipartimento Federale della Polizia e della Giustizia e coordina le Polizie cantonali.
Controlla anche i servizi segreti e investiga sul crimine organizzato, sul riciclaggio di denaro e altri crimini federali.